# Xã Bloom, Quận Cook, Illinois
Xã Bloom (tiếng Anh: Bloom Township) là một xã thuộc quận Cook, tiểu bang Illinois, Hoa Kỳ. Năm 2010, dân số của xã này là 90.922 người.